# 圖拉真浴場
圖拉真浴場（拉丁語：Thermae Traiani）是古羅馬的一座公共浴場，開工於104年，在109年開業。位於塞維安城牆的內側，設計者是大馬士革的阿波羅多洛斯。該浴場不僅是浴場，也是娛樂設施和集會場，一直使用至5世紀初期。

## 外部連結
- Baths of Trajan

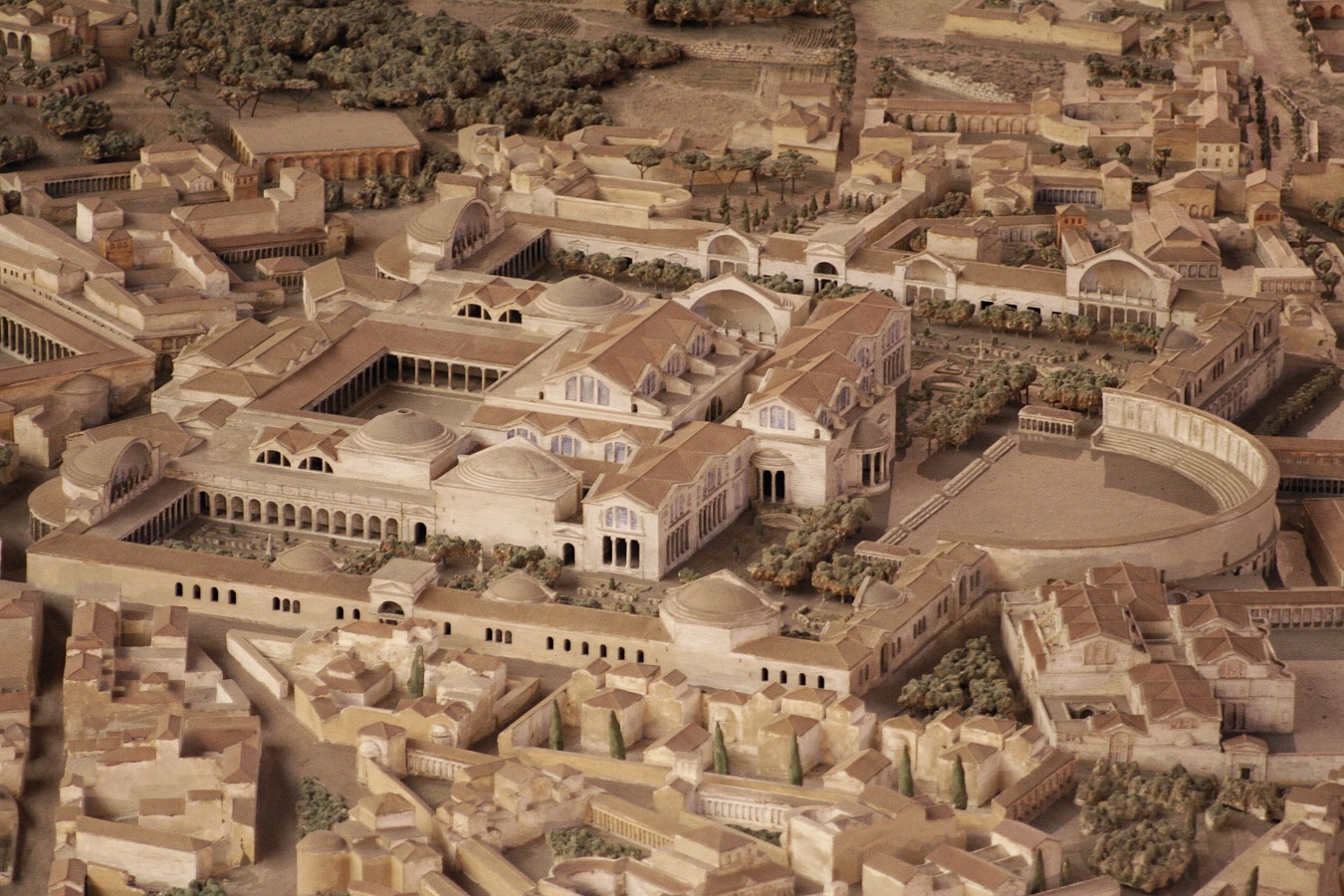
圖拉真浴場模型

- Thermae Traiani, article in Platner's Topographical Dictionary of Ancient Rome

41°53′30.72″N 12°29′46.61″E / 41.8918667°N 12.4962806°E